# La Junta (Colorado)
La Junta ist eine City im US-Bundesstaat Colorado. Es ist County Seat von Otero County und hat 7077 Einwohner (2010).
La Junta liegt am U.S. Highway 50 und am südlichen Ufer des Arkansas River. In seiner Nähe, etwa zehn Kilometer nordöstlich, liegt die Bent’s Old Fort National Historic Site, die den Status eines National Historic Landmarks hat. Zehn Bauwerke und Stätten in La Junta sind insgesamt im National Register of Historic Places (NRHP) eingetragen (Stand 11. April 2020).

## Söhne und Töchter der Stadt
- William Charles Anderson (1920–2003), Science-Fiction-Autor
- Ken Kesey (1935–2001), Autor des Romans Einer flog über das Kuckucksnest und Wegbereiter der Hippie-Bewegung